# Horologica pupa
Horologica pupa är en snäckart som först beskrevs av Dall och Simpson 1901.  Horologica pupa ingår i släktet Horologica och familjen Cerithiopsidae. Inga underarter finns listade i Catalogue of Life.